# 克羅里弗鎮區 (明尼蘇達州斯特恩斯縣)
克羅里弗鎮區（英語：Crow River Township）是位於美國明尼蘇達州斯特恩斯縣的一個行政鎮區。

## 地方資料
克羅里弗鎮區的面積為88.87平方千米，當中陸地面積為88.86平方千米，而水域面積為0.01平方千米。根據2020年美國人口普查的數據，當地共有人口320人，而人口密度為每平方千米3.6人。